# Antoninus Pius och Faustinas tempel

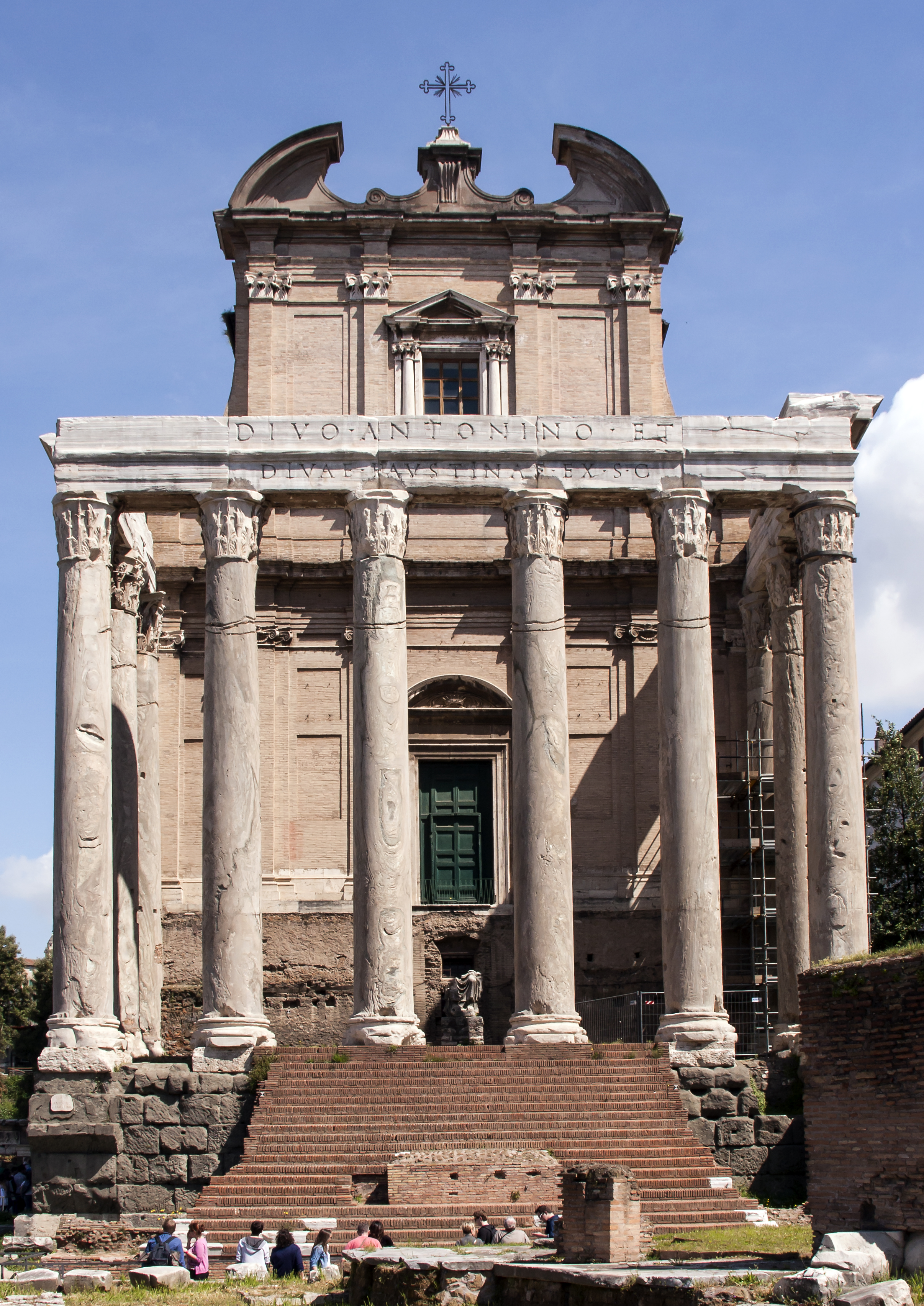
Antoninus Pius och Faustinas tempel.

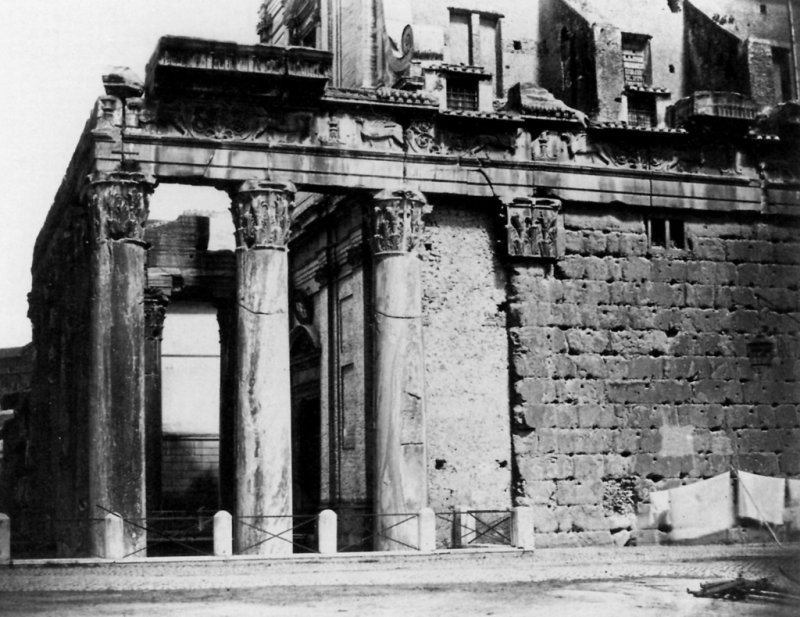
Detalj av templet (fotografi från 1860).

Antoninus Pius och Faustinas tempel är ett antikt tempel på Forum Romanum i Rom.
När kejsar Antoninus Pius invigde templet år 141 e.Kr., tillägnade han det sin framlidna hustru Faustina, men efter kejsarens död tillägnades det dem båda. Portiken har tio monolitiska korintiska kolonner.
På 1000-talet omvandlades templet till en kristen kyrka, San Lorenzo in Miranda, eftersom man ansåg att den helige Laurentius hade dömts till döden på denna plats. Barockfasaden härrör från 1602 och är ett verk av Orazio Torriani.